# Xã Lake, Quận Stark, Ohio
Xã Lake (tiếng Anh: Lake Township) là một xã thuộc quận Stark, tiểu bang Ohio, Hoa Kỳ. Năm 2010, dân số của xã này là 29.961 người.